# Bemarivo
Il Bemarivo è un fiume che scorre nel Madagascar nord-orientale e sfocia nell'oceano Indiano.
Il fiume rappresenta il confine settentrionale del territorio dell'etnia Betsimisaraka.